# Robert Charlebois

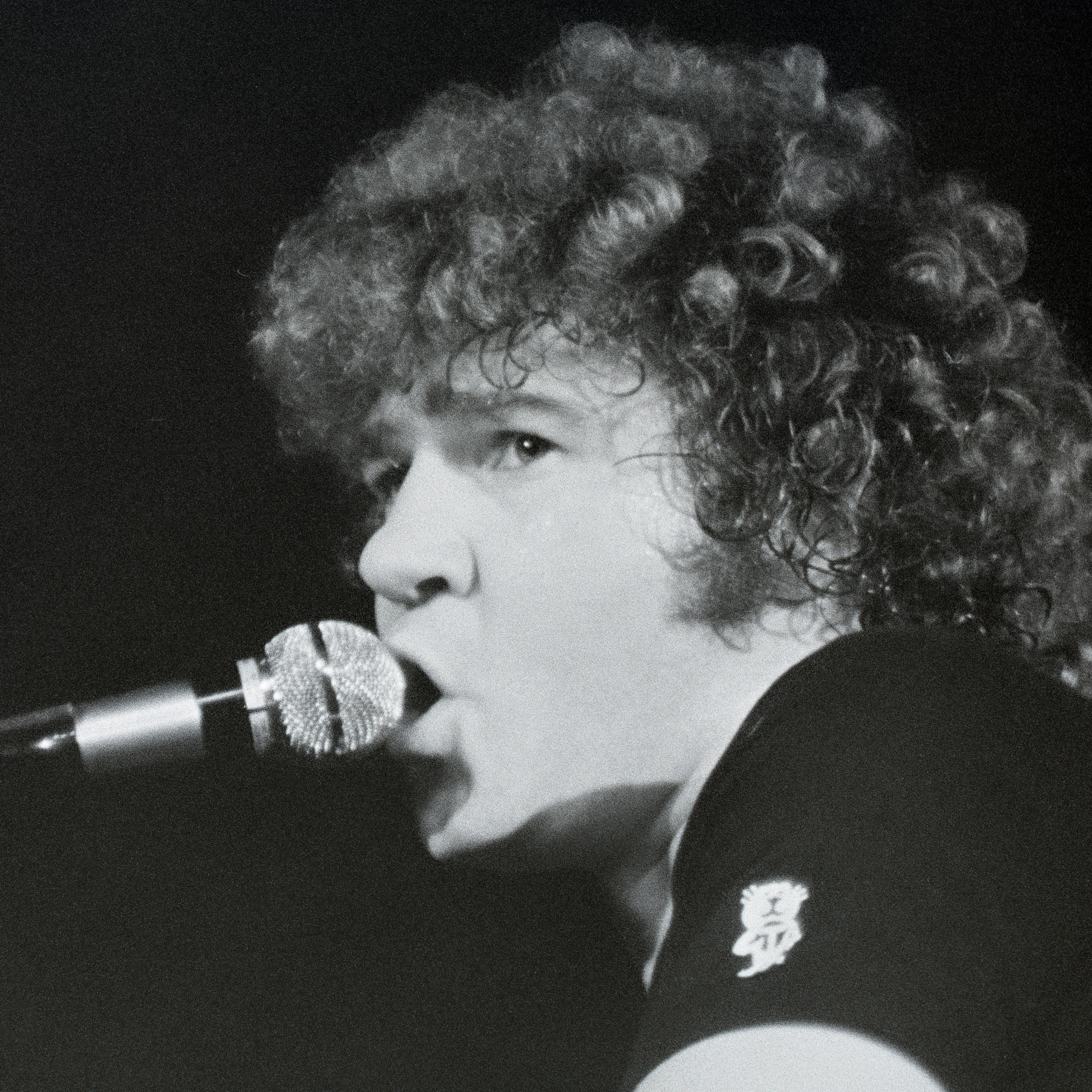
Robert Charlebois, Montreal 1972

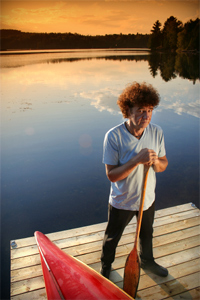
Robert Charlebois

Robert Charlebois (ur. 25 czerwca 1944 w Montrealu) – kanadyjski kompozytor, muzyk, piosenkarz i aktor.
Wśród jego najlepszych piosenek są „Lindberg” i „Je reviendrai a Montréal”. W tekstach swych utworów stosuje często zabawną grę słów.
W 1970 wygrał Międzynarodowy Festiwal Piosenki w Sopocie z piosenką Ordinaire.

## Dyskografia
- 1965 - Volume 1
- 1966 - Volume 2
- 1967 - Demain l'hiver...
- 1968 - Robert Charlebois avec Louise Forestier
- 1969 - Québec Love
- 1971 - Un gars ben ordinaire
- 1971 - Le Mont Athos
- 1972 - Fu Man Chu
- 1973 - Solidaritude
- 1974 - Je rêve à Rio
- 1976 - Longue Distance
- 1977 - Swing Charlebois Swing
- 1979 - Solide
- 1981 - Heureux en amour?
- 1983 - J't'aime comme un fou
- 1985 - Super Position
- 1988 - Dense
- 1992 - Immensément
- 1996 - Le Chanteur masqué
- 2001 - Doux Sauvage
- 2010 - Tout est bien